# À qui la faute ?
Pour plus de détails, voir Fiche technique et Distribution.
À qui la faute ? (titre original : Nju) est un film muet allemand écrit et réalisé par Paul Czinner d'après le roman Nju de l'écrivain d'origine russe Ossip Dymow (de). La future épouse du réalisateur, Elisabeth Bergner, tient le rôle-titre de Nju dans le film sorti en 1924.

## Synopsis
Une jeune femme s’ennuie dans son couple et décide de fréquenter un poète séduisant.

## Fiche technique
- Réalisation : Paul Czinner
- Scénario : Paul Czinner, Ossip Dymow (de)

## Distribution
- Elisabeth Bergner : Nju
- Emil Jannings : le mari
- Conrad Veidt: l'amant, un poète
- Maria Bard : la nanny
- Nils Edwall : l'enfant
- Annie Röttgen :
- Margarete Kupfer :
- Karl Platen :
- Max Kronert :
- Walter Werner :
- Grete Lundt :
- Maria Forescu :
- Fritz Ley :